# Robert Dinu
Robert Dinu (n. 4 ianuarie 1974, București, România) este un fost jucător român de polo pe apă care a concurat la Jocurile Olimpice de vară din 1996.